# Alphabet des idiomes gabonais
L’Alphabet des idiomes gabonais est un ensemble de règles pour la transcription des langues du Gabon créé en 1932 par l’abbé André Raponda-Walker.

## Graphèmes
Les voyelles sont : ‹ a, e, è, i, o, ȯ, u, ü ›.
Les consonnes sont : ‹ b, c, ĉ, ꞓ, d, f, g, ġ, h, j, k, l, m, m̃, ñ, ṅ, p, q, r, ṙ, s, t, w, ẅ, x, y, z ›